# Syntomeida wrighti
Syntomeida wrighti är en fjärilsart som beskrevs av Juan Cristóbal Gundlach 1881. Syntomeida wrighti ingår i släktet Syntomeida och familjen björnspinnare. Inga underarter finns listade i Catalogue of Life.